# Radio HOT
Radio HOT Przemyśl (skrót od Humor, Optymizm, Tolerancja) – radio regionalne, nadające swój program w latach 1996–2005, na częstotliwościach 66,89 i 90,30 MHz w Przemyślu i okolicach. Radio działało początkowo jako spółka akcyjna, później jako spółka z ograniczoną odpowiedzialnością. Jednym z pierwszych udziałowców była ogólnopolska stacja radiowa RMF FM, która doposażyła powstającą rozgłośnię w sprzęt nadawczy i studyjno-emisyjny.

## Historia radia
Pierwsza siedziba rozgłośni mieściła się przy Wybrzeżu Kościuszki 70 (tzw. blaszaku Przemyskiej Spółdzielni Mieszkaniowej). Emisja testowa z nadajnika przemyskiego, pochodziła z kaset VHS, które były nośnikiem programu testowego – pierwszy testowy sygnał "wypuszczony" został w eter przez Przemysława Ciocha – pierwszego szefa muzycznego stacji. W wydarzeniu tym uczestniczyli również ówczesny redaktór naczelny Jaromir Barański, szef anteny Liliana Kaszuba, Adrian Klarenbach, Luiza Hawrylewicz, Łukasz Myszkal oraz wielu innych. 
Pierwszy dzień emisji sygnału Radia HOT to 13 marca 1996 r. Charakterystyczne głosy dla rozgłośni: Lilianna Kaszuba, Luiza Hawrylewicz, Daniel Młynarski, Ryszard Kaliszczak czy Jaromir Barański, ówczesny szef anteny. Debiutowali tu również: Piotr Balazs (później dziennikarz RMF FM) i Piotr Bałajan. Szczyt rozwoju rozgłośni to lata 1997–1998, gdy w radiu HOT pracowali Piotr Balazs (dziennikarz informacyjny) i Adrian Klarenbach (prezenter), Luiza Hawrylewicz (serwis, korespondent Radia RMF, współautorka audycji nocnych rozmów), Andrzej Orzechowski (dziennikarz sportowy) oraz Olga Hołówka zaangażowana w tworzenie profesjonalnego działu reklamy. Po pewnym czasie cała piątka odeszła jednak z rozgłośni i – podobnie jak w pierwszych miesiącach istnienia radia – znów pojawiły się problemy finansowe.
Stacja była znana też z emisji konkursów radiowych prowadzonych przez Ryszarda Kaliszczaka.
Po zmianie składu zarządu, kiedy to Annę Gutman-Fonferko zastąpił Robert Kaszuba, z radia odeszli Luiza Hawrylewicz oraz Jaromir Barański. Na jego miejsce szefem anteny została Lilianna Kaszuba a jej zastępcą Daniel Młynarski, oboje autorzy programu czwartkowy śmietnik radiowy. Radio zmieniło siedzibę, z pomieszczeń na Wybrzeżu Kościuszki przeniosło się do mniejszej siedziby, na ulicę Katedralną 3A. Od stycznia 2001 roku w redakcji pracowali następujący dziennikarze-prezenterzy: Ewa Pliszka, Barbara Rodzianowska, Dorota Szturm, Marzena Mazurek (od 2014 roku szef anteny Eska Rzeszów i Eska Przemyśl), Piotr Bałajan, Daniel Młynarski i Rafał Porada. Dwie pierwsze wkrótce rozstały się z rozgłośnią. Ewa Pliszka odeszła do Straży Granicznej, Barbara Rodzianowska przyjęła ofertę tworzonego wówczas katolickiego Radia Fara.
W 2001 roku nowym prezesem zarządu został szef sieci radiowej FAN FM Rzeszów Wiesław Tomasik. Nowy sprzęt i nowe standardy dały pracownikom nadzieję na lepsze warunki pracy. Dokonano zmian w funkcjonowaniu działu reklamy dyrektorem został Gabriel Zajdel. Kolejną znaczącą zmianą był powrót na szefa anteny Jaromira Barańskiego i odejście dwójki dziennikarzy związanych od początku z rozgłośnią: Lilianny Kaszuby – ówczesnego szefa anteny oraz Daniela Młynarskiego. 
Po odejściu Jaromira Barańskiego w 2002 r. szefem anteny został Rafał Porada. Obok niego, w radiu zatrudnionych było jeszcze tylko dwóch dziennikarzy: Marzena Mazurek i Piotr Bałajan. Do pracy wróciła też Lilianna Kaszuba. Po 2002 radio przeszło kryzys. Redakcję wspomagał studiujący wówczas w Krakowie Andrzej Orzechowski, który w 2003 roku został zatrudniony w rozgłośni. W takim składzie radio pracowało do roku 2005. W lutym 2005 roku ze stanowiska odszedł Rafał Porada, ówczesny szef anteny. Kilka tygodni później większość udziałów w radiu przejęła sieć radiowa Eska. W kwietniu 2005 roku Radio HOT zamilkło, na częstotliwości 90,30 MHz transmitowany był do 6 maja 2007 sygnał Radia Eska Rzeszów. Od 6 maja 2007 nadawany jest program Eska Przemyśl, zawierający lokalne serwisy i informacje.